# Glinna (Stare Czarnowo)
Glinna (deutsch Glien) ist ein Dorf in der Landgemeinde (Gmina) Stare Czarnowo (Neumark) im Powiat Gryfiński (Greifenhagener Kreis) der polnischen Woiwodschaft Westpommern.

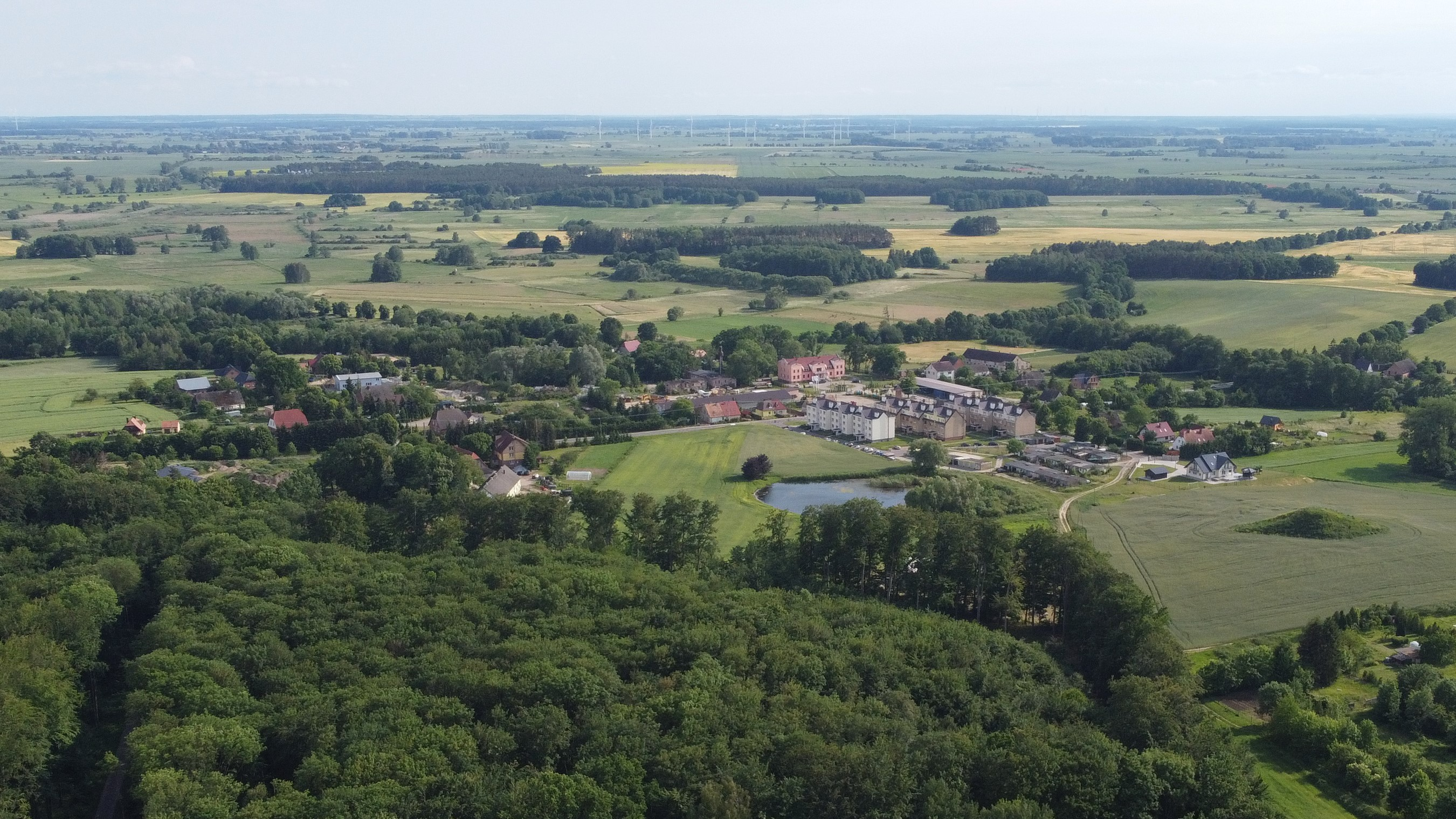
Ortspanorama (Aufnahme 2022)

## Geographie
Die Ortschaft liegt in Hinterpommern, zwischen Oder und Madüesee (poln. Jezioro Miedwie) und östlich des Glien-Sees, etwa 15 Kilometer nordöstlich der Stadt Greifenhagen und vier Kilometer ostnordöstlich des Dorfkerns von Żelisławiec (Sinzlow).

## Geschichte
Nach Brüggemann soll Papst Gregor VIII. im Jahr 1178 dem Kloster Kolbatz Anspruch auf Einkünfte aus Glien und einigen anderen Dörfern beurkundet haben.  Im Zeitraum 1220–1227 verkaufte Wartislaw, Sohn des Bartholomäus, dem Kloster Kolbatz Glien (lat. Glina) und einige andere Dörfer, und was ihm sein Vater sonst noch im Lande Kolbatz hinterließ, mit alleiniger Ausnahme des Dorfes Kobalanch. 1236 wird Glien unter 28 größeren und kleineren Gütern als Eigentum des Klosters Kolbatz aufgezählt. Eine Aufzählung der Dörfer, darunter Glien, die das Kloster 1345 in Besitz hatte und die einer Urkunde Kaiser Karls IV. entnommen ist, hat Restorff angegeben.
Nach der Säkularisierung der Klöster in Herzogtum Pommern im 16. Jahrhundert wurde Glien zunächst eine herzogliche Domäne, später eine preußische Staatsdomäne. Um Zahlungsverpflichtungen erfüllen zu können, die Preußen im Tilsiter Frieden gegenüber Napoleon I. eingegangen war, gab König Friedrich Wilhelm III. Staatsdomänen des Rentamtsbezirks Kolbatz zur Versteigerung frei. Amtsrat Karl Friedrich Gaede, zuvor Generalpächter, erhielt 1811 den Zuschlag für das westlich des Madüsees gelegene Gut Kolbatz mit den Vorwerken Hofdamm und Heidchen sowie für das Gut Glien östlich des Glien-Sees und westlich des Dorfs Neumark. Er behielt aber nur Glien und veräußerte den restlichen Güter-Komplex Kolbatz – Hofdamm – Heidchen bereits 1816 an den Reeder und Kaufmann Friedrich Wilhelm Krause. Gaede verkaufte Glien um 1828/29 an Ernst Wilhelm Quandt († 1839), von dem es dessen hinterlassene Witwe und eine einzige minderjährige Tochter erbten. Es fanden dann Besitzerwechsel statt, bis das Gut im Jahr 1860 für 116.000 Taler von F. Schiffmann gekauft wurde, der es durch Ankauf der Ländereien der eingegangenen ‚Budenortschen Mühle‘ wesentlich vergrößerte.

Ortsbilder
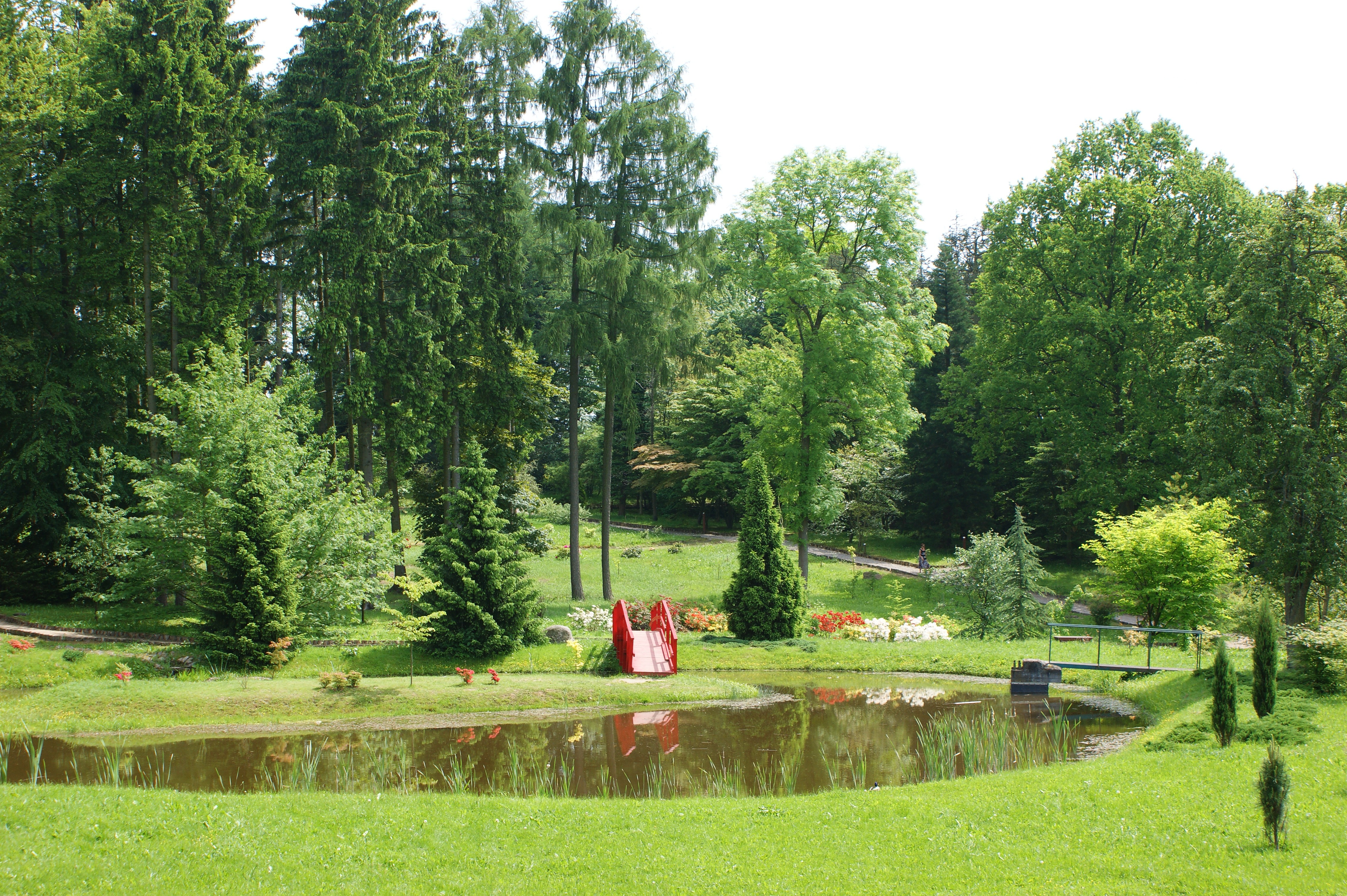
Arboretum
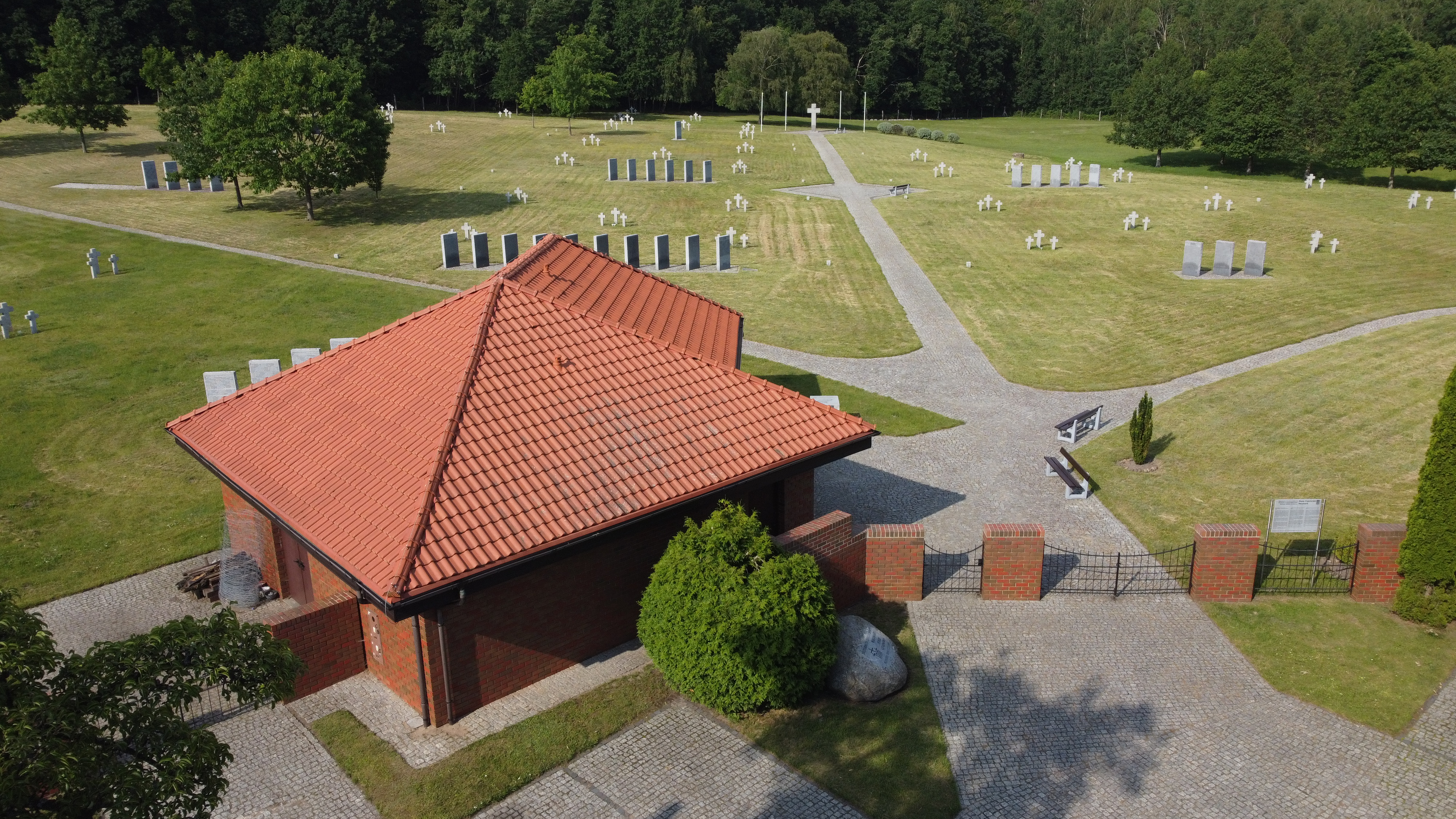
Deutscher Soldatenfriedhof

Der Gutsbezirk Glien wurde im Zeitraum 1910–1924 nach Sinzlow eingemeindet (vermutlich nach Ende des Ersten Weltkriegs). Im Jahr 1925 war Glien schon keine eigenständige Ortschaft mehr, sondern ein Wohnplatz in der Gemeinde Sinzlow im Landkreis Greifenhagen im Regierungsbezirk Stettin der preußischen Provinz Pommern des Deutschen Reichs. Sinzlow war Sitz des Amtsbezirk Sinzlow.
Nach Ende des Zweiten Weltkriegs wurde der Ortsteil von der Roten Armee besetzt und anschließend zusammen mit Sinzlow und ganz Hinterpommern  seitens der sowjetischen Besatzungsmacht der Volksrepublik Polen zur Verwaltung überlassen. Der Ortsteil Glien wurde in „Glinna“ umbenannt, die einheimische Bevölkerung von der polnischen Administration aus der Region vertrieben.

### Demographie
| Jahr | Einwohner | Anmerkungen                                                   |
| ---- | --------- | ------------------------------------------------------------- |
| 1782 | –         | ritterfreies Vorwerk, sieben Feuerstellen (Haushaltungen)     |
| 1818 | 093       | [ 7 ] [ 8 ]                                                   |
| 1864 | 155       | am 3. Dezember, auf einer Gemarkungsfläche von 1819 Morgen    |
| 1867 | 143       | am 3. Dezember, Gut                                           |
| 1871 | 126       | am 1. Dezember, in sieben Wohngebäuden; sämtlich Evangelische |
| 1910 | 088       | am 1. Dezember, Gutsbezirk                                    |

### Kirchspiel
Die vor 1945 anwesende einheimische Bevölkerung war evangelisch und gehörte zum Kirchspiel von Sinzlow.